# Мюллер, Ахим
Ахим Мюллер (нем. Achim Müller; 14 февраля 1938, Детмольд, Третий Рейх — 28 февраля 2024, Детмольд, Германия) — немецкий химик. До конца жизни руководил научной группой на химическом факультете в Университете Билефельда.

## Биография
Ахим Мюллер изучал химию и физику в Университете Гёттингена и получил там степень доктора философии (PhD) (1965), а также хабилитацию (1967). В 1971 он становится профессором в Техническом университете Дортмунда, с 1977 — профессором неорганической химии в Университете Билефельда. Исследования А. Мюллера посвящены синтетической химии переходных металлов, спектроскопии и теоретическим изысканиям в области нанохимии. В область его интересов также входят бионеорганическая химия, включая биологическую фиксацию азота, молекулярные магниты, молекулярная физика, а также история и философия науки. А. Мюллер опубликовал более 900 оригинальных статей в более чем 100 журналах, относящихся к различным научным направлениям, более 50 обзоров, он также является соредактором 14 книг.

## Награды и признание
Член нескольких национальных и интернациональных академий (Национальная академия наук Леопольдина, Польская академия наук, Индийская национальная научная академия).
Удостоен многих почётных званий, титулов, степеней (почётный доктор Российской академии наук).
Среди наград приз в память Альфреда Штока (2000), приз Гей-Люссака/Гумбольдта (2001), приз имени Сэра Джефри Уилкинсона, (2001), Премия столетия (2008).
В 2012 был награждён престижным «Advanced Grant» Европейским исследовательским советом (ERC).

## Работы
В настоящее время основная тематика исследований А. Мюллера связана с поиском путей синтеза пористых нанокластеров с заданными свойствами из простых компонентов и их последующим использованием в качестве многоцелевых материалов. Это включает:
- процессы, в том числе каталитические, протекающие в ограниченных условиях, особенно в капсулах с пошагово закрывающимися порами и настраиваемой внутренней функционализацией;
- изменение гидрофобности внутреннего пространства молекулярного контейнера с целью влияния на, к примеру, инкапсулированную воду, что позволяет исследовать аспекты гидрофобных эффектов;
- химическая адаптивность наноматериалов;
- мульти-супрамолекулярная химия на сферических поверхностях;
- моделирование переноса катионов через «мембраны» и их разделение в малых объёмах;
- изучение новых состояний неорганических ионов в растворе через образование везикул;
- координационная химия на поверхности, в порах, и в полостях нанокапсул;
- химия инкапсулирования в общем, включая родственные реакции в малых объёмах;
- связывание нанокластеров в различных фазах, т.е. в плёнках, монослоях, и в газовой фазе;
- примеры супрамолекулярного/химического дарвинизма;
- беспрецедентные молекулярные магниты.

Открытие А. Мюллером огромных молекулярных сфер (кеплератов) типа Мо132 (диаметром около 3 нм) и их производных, кластеров Мо154 в форме колеса и кластеров Мо368 в форме «ежа» (величиной 6 нм), повлияло на изменение системы взглядов и понятий в этой области химии не только благодаря их размерам, но, главным образом, из-за их уникальных свойств как наноматериалов. Работы А. Мюллера демонстрируют, к примеру, как клеточные процессы типа транспорта ионов могут быть смоделированы в сферических пористых нанокапсулах. Все эти гигантские кластеры принадлежат к классу, обычно известному как полиоксометаллаты, а некоторые из них — к семейству молибденовых синей. Такие соединения изучаются по всему миру многими научными группами, особенно теми, что связаны с изучением проблем наук о материалах.

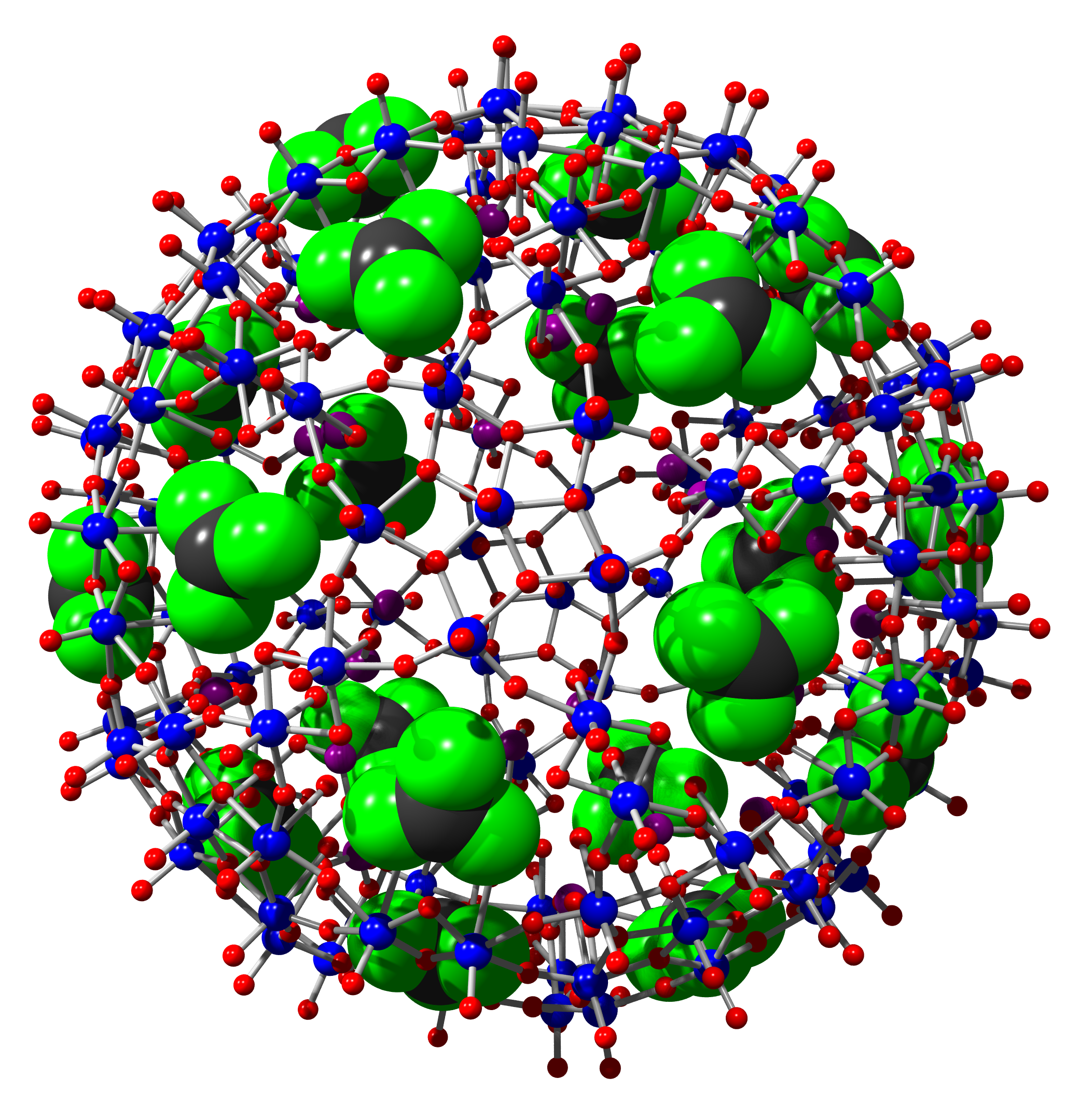
Пористая наноразмерная сферическая полиоксометаллатная капсула: 20 ступенчато закрывающихся пор с расположенными в них гуанидиниевыми катионами

## Публикации
Список публикаций А. Мюллера доступен на персональной странице на сайте Университета Билефельда.